# اربن دیزاین گروپ
اِربِن دیزاین گروپ (به انگلیسی: Urban Design Group) یکی از شرکت‌های بزرگ معماری ایالات متحده آمریکا است.
این شرکت که در دالاس، تگزاس مرکزیت دارد، در ۱۳ کشور پروژه‌هایی را باتمام رسانیده است و برنده بیش از ۸۰ جایزه طراحی میباشد.
اربن دیزاین گروپ در ۱۹۷۵ توسط جان نوواک تأسیس گردید. او از دانش آموختگان دانشگاه کلرادو در بولدر است.

## نگارخانه برخی آثار

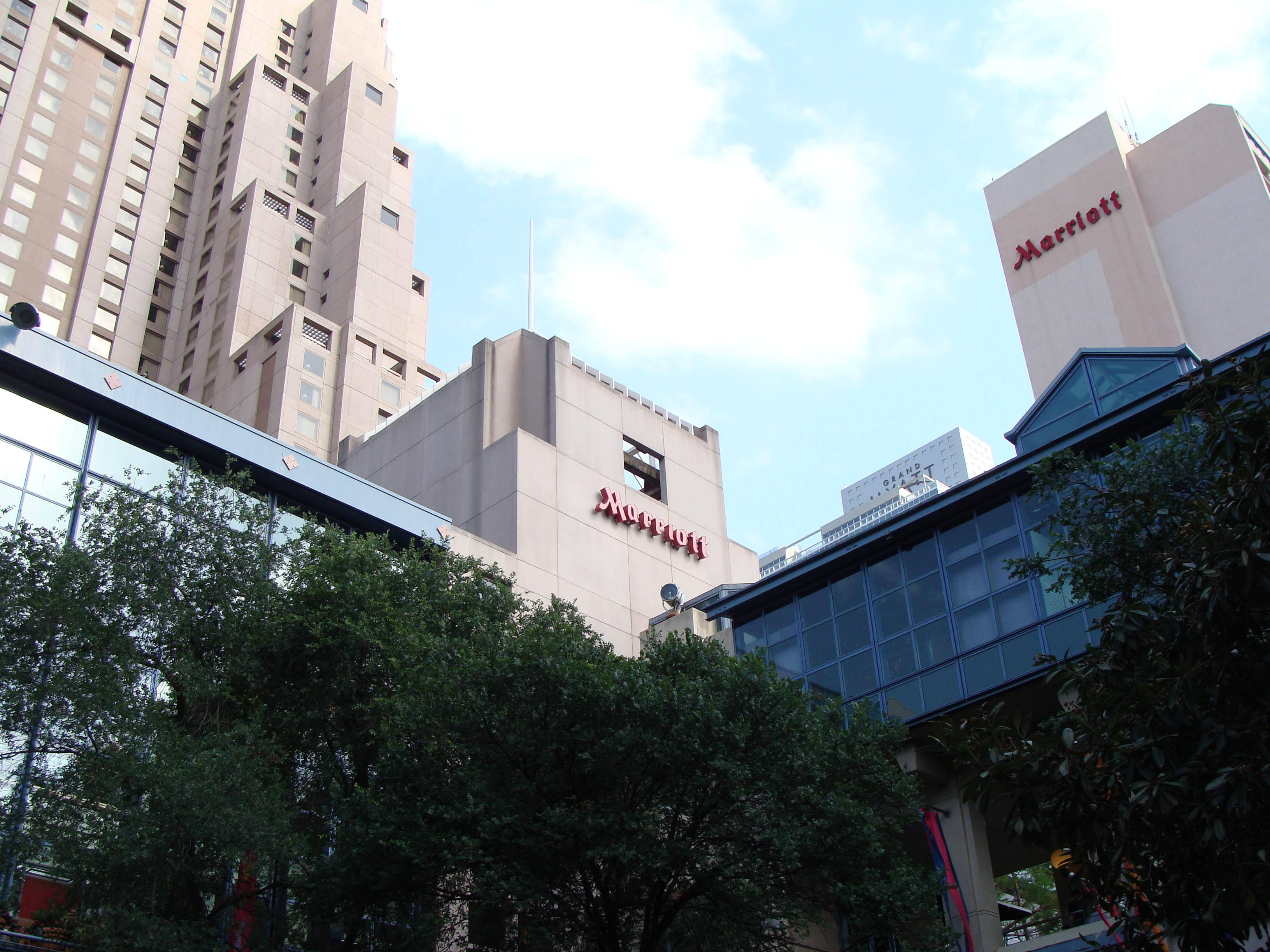
مرکز خرید ریور سنتر، ریور واک
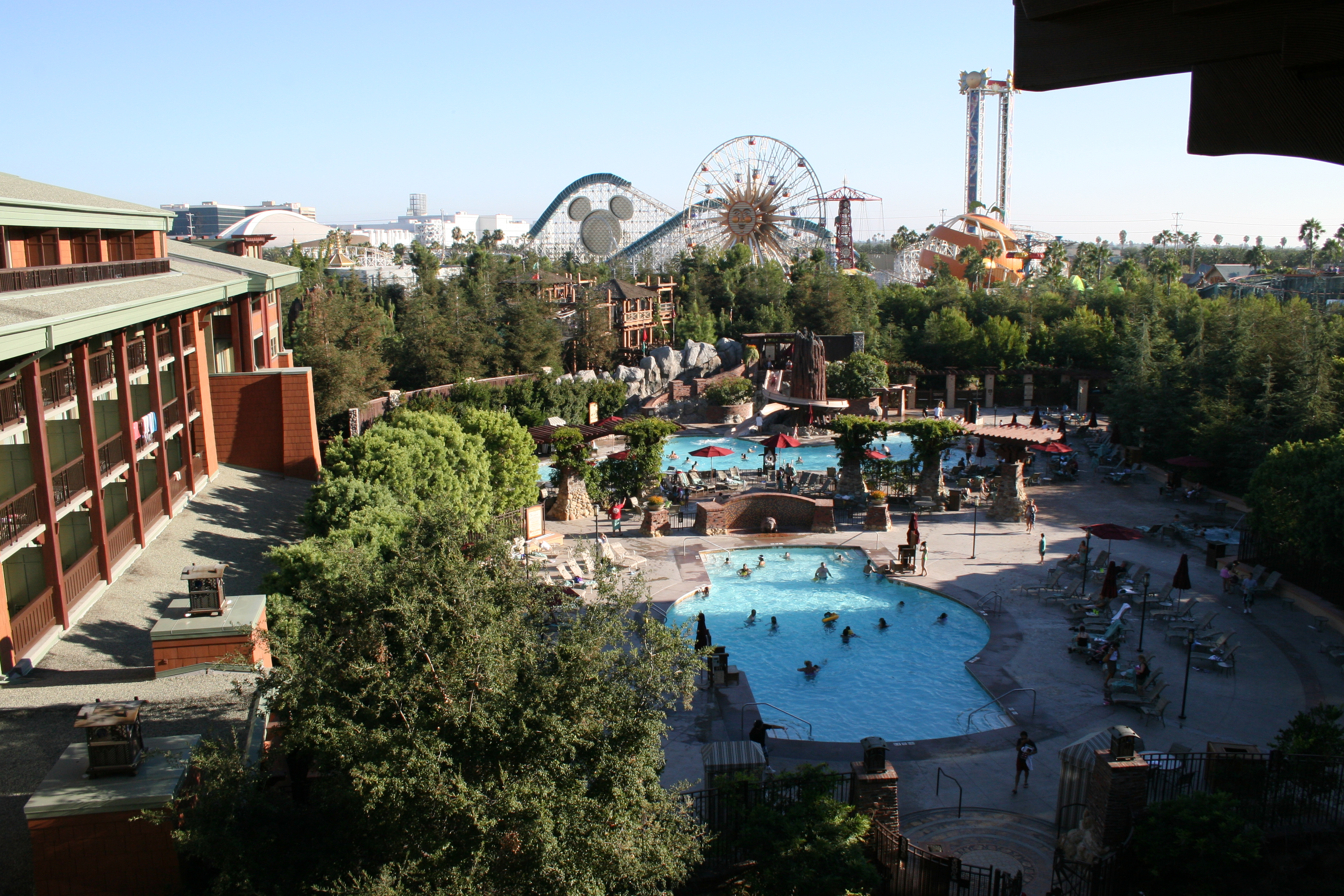
مرکز تفریحات گراند کالیفرنین، دیزنی لند، آناهایم
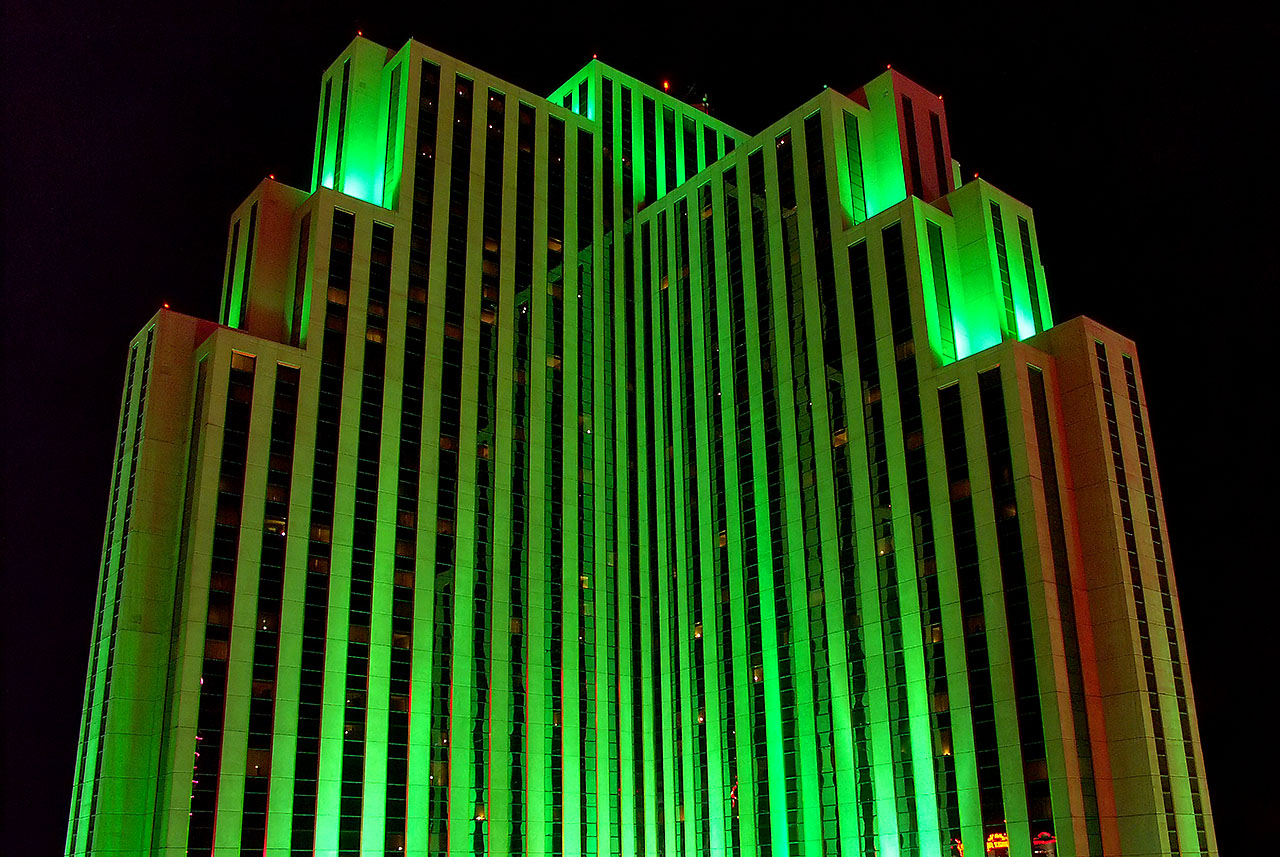
کازینوی سیلوِر لگاسی، رینو
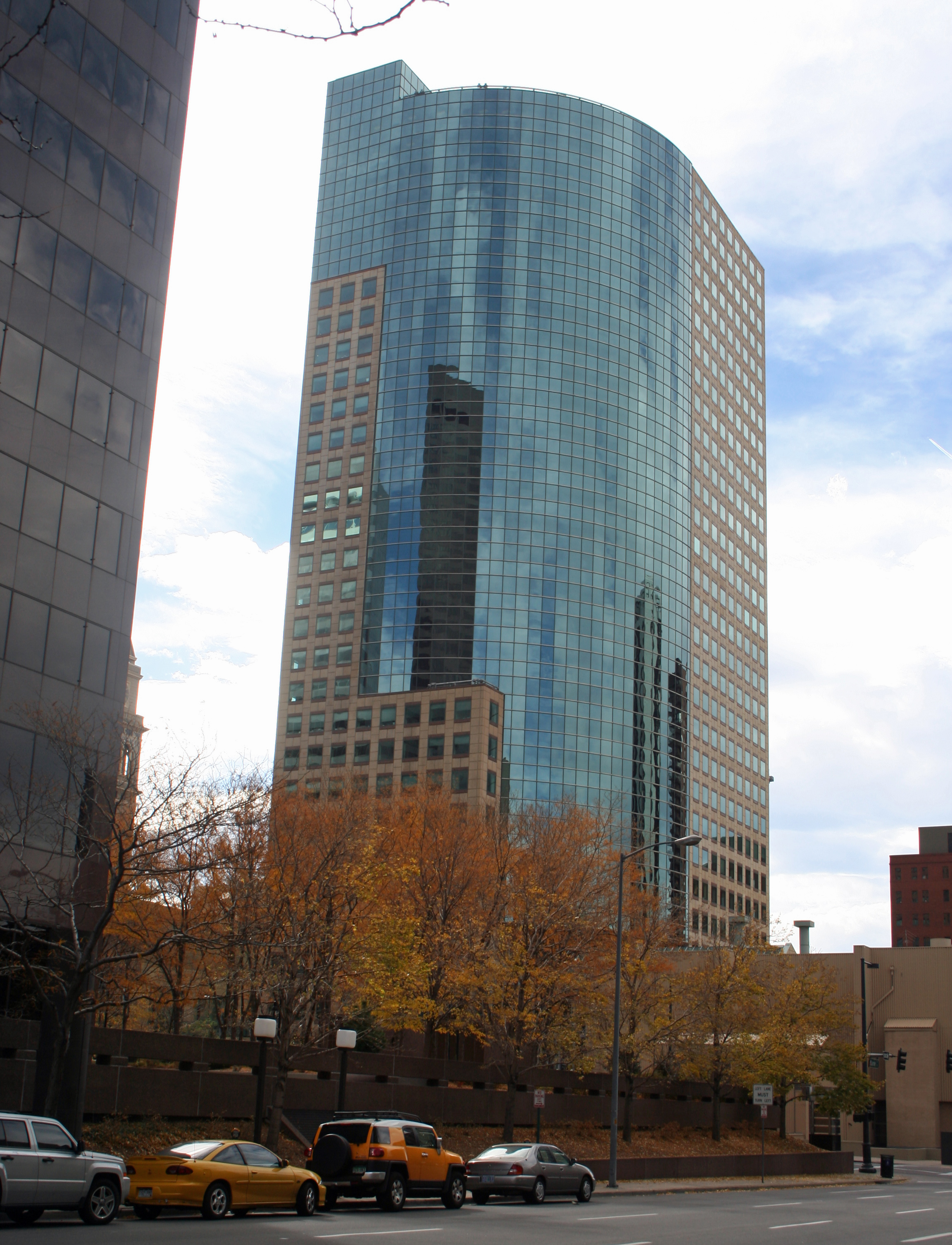
تَبور سنتر، دنور